# باب ویندل
باب ویندل (به انگلیسی: Bob Windle) (زادهٔ ۷ نوامبر ۱۹۴۴) شناگر اهل استرالیا است.